# Лучано Дзеккіні
Лучано Дзеккіні (італ. Luciano Zecchini, нар. 10 березня 1949, Форлімпополі) — італійський футболіст, що грав на позиції захисника, зокрема за «Торіно», «Сампдорію», «Перуджу», а також національну збірну Італії. По завершенні ігрової кар'єри — тренер.

## Клубна кар'єра
Народився 10 березня 1949 року в місті Форлімпополі. Вихованець футбольної школи клубу «Форлі». Дорослу футбольну кар'єру розпочав 1965 року в основній команді того ж клубу, в якій провів два сезони, взявши участь у 37 матчах чемпіонату.
Згодом з 1967 по 1970 рік грав за «Прато» та «Брешію».
Своєю грою за останню команду привернув увагу представників тренерського штабу клубу «Торіно», до складу якого приєднався 1970 року. Відіграв за туринську команду наступні чотири сезони своєї ігрової кар'єри. Більшість часу, проведеного у складі «Торіно», був основним гравцем захисту команди. У розіграші 1970/71 виборов титул володаря Кубка Італії.
Протягом 1974—1975 років захищав кольори клубу «Мілан», після чого уклав контракт із «Сампдорією», у складі якої провів наступні два роки своєї кар'єри гравця.
З 1977 року п'ять сезонів захищав кольори клубу «Перуджа», а завершував ігрову кар'єру в команді «Массезе», за яку виступав протягом 1982—1984 років.

## Виступи за збірну
1974 року провів три офіційні гри у складі національної збірної Італії.

## Кар'єра тренера
Розпочав тренерську кар'єру, повернувшись до футболу після невеликої перерви, 1988 року, очоливши тренерський штаб клубу «Про Патрія». Згодом повертався на тренерський місток цієї команди у 1998–1999 роках.
Також працював з низкою інших італійських нижчолігових команд, останньою з яких була «Ізола Лірі», яку Дзеккіні тренував з 2008 по 2009 рік.
| Дата       | Місто     | Господарі  | Результат | Гості    | Турнір            | Голи | Примітки |
| ---------- | --------- | ---------- | --------- | -------- | ----------------- | ---- | -------- |
| 28-9-1974  | Загреб    | Югославія  | 1 – 0     | Італія   | товариський матч  | -    |          |
| 20-11-1974 | Роттердам | Нідерланди | 3 – 1     | Італія   | Відбір до ЧЄ 1976 | -    |          |
| 29-12-1974 | Генуя     | Італія     | 0 – 0     | Болгарія | товариський матч  | -    |          |
| Усього     |           | Матчів     | 3         |          | Голів             | 0    |          |

## Титули і досягнення
- Володар Кубка Італії (1):

«Торіно»: 1970-1971